# 2025 au Royaume-Uni
Chronologie du Royaume-Uni
- 2021
- 2022
- 2023
- 2024
- 2025
- 2026
- 2027
- 2028
- 2029

Cette page concerne les évènements survenus en 2025 au Royaume-Uni :

## Événements

### Janvier
- 2 janvier : annonce de la découverte du plus grand site d'empreintes de dinosaures du pays[1].
- 9 janvier : les autorités britanniques rendent illégal tout financement du groupe néo-nazi « Blood and Honour »[2].
- 23 janvier : Axel Rudakubana est condamné à une peine minimum de 52 ans de prison pour le meurtre de trois fillettes[3].

### Février
- 16 février : 78e cérémonie des British Academy Film Awards à Londres.

### Mars
- 2 mars : sommet de Londres sur l'Ukraine.
- 10 mars : collision maritime en mer du Nord.
- 25 mars : des archéologues annoncent la découverte du trésor de Melsonby, ensemble de centaines d'objets de l'âge du fer, dans le Yorkshire du Nord, en Angleterre.

### Mai
- 1er mai : élections locales en Angleterre.
- 25 mai : la South Western Railway est nationalisée, devenant la première compagnie ferroviaire renationalisée dans le cadre d'une politique du gouvernement britannique visant à ramener dans le secteur public tous les opérateurs ferroviaires britanniques d'ici la fin de 2027[4].

### Juillet
- 30 juin au 13 juillet : Tournoi de Wimbledon 2025 (tennis).
- 14 juillet :  un avion médicalisé Beechcraft 200 de la société néerlandaise Zeusch Aviation s'écrase quelques secondes lors de son décollage de l'aéroport de Londres-Southend. Les quatre personnes à bord sont mortes[5].
- 17 juillet : le traité de Kensington avec l'Allemagne est signé à Londres.
- 23 juillet : une fusillade à Maguiresbridge, en Irlande du Nord, fait trois morts et une autre grièvement blessée[6].

### Août
- 22 août : début de la 10e édition de la Coupe du monde féminine de rugby à XV en Angleterre.

### Septembre
- 27 septembre : fin de la 10e édition de la Coupe du monde féminine de rugby à XV en Angleterre.